# Amchahalli, Krishnarajpet
Amchahalli là một làng thuộc tehsil Krishnarajpet, huyện Mandya, bang Karnataka, Ấn Độ.